# Jämthund

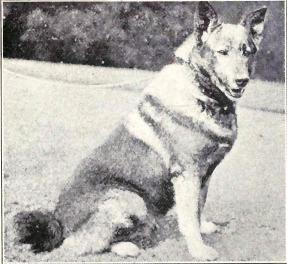
"Dog of Noorland" från W.E. Masons "Dogs of all Nations" 1915.

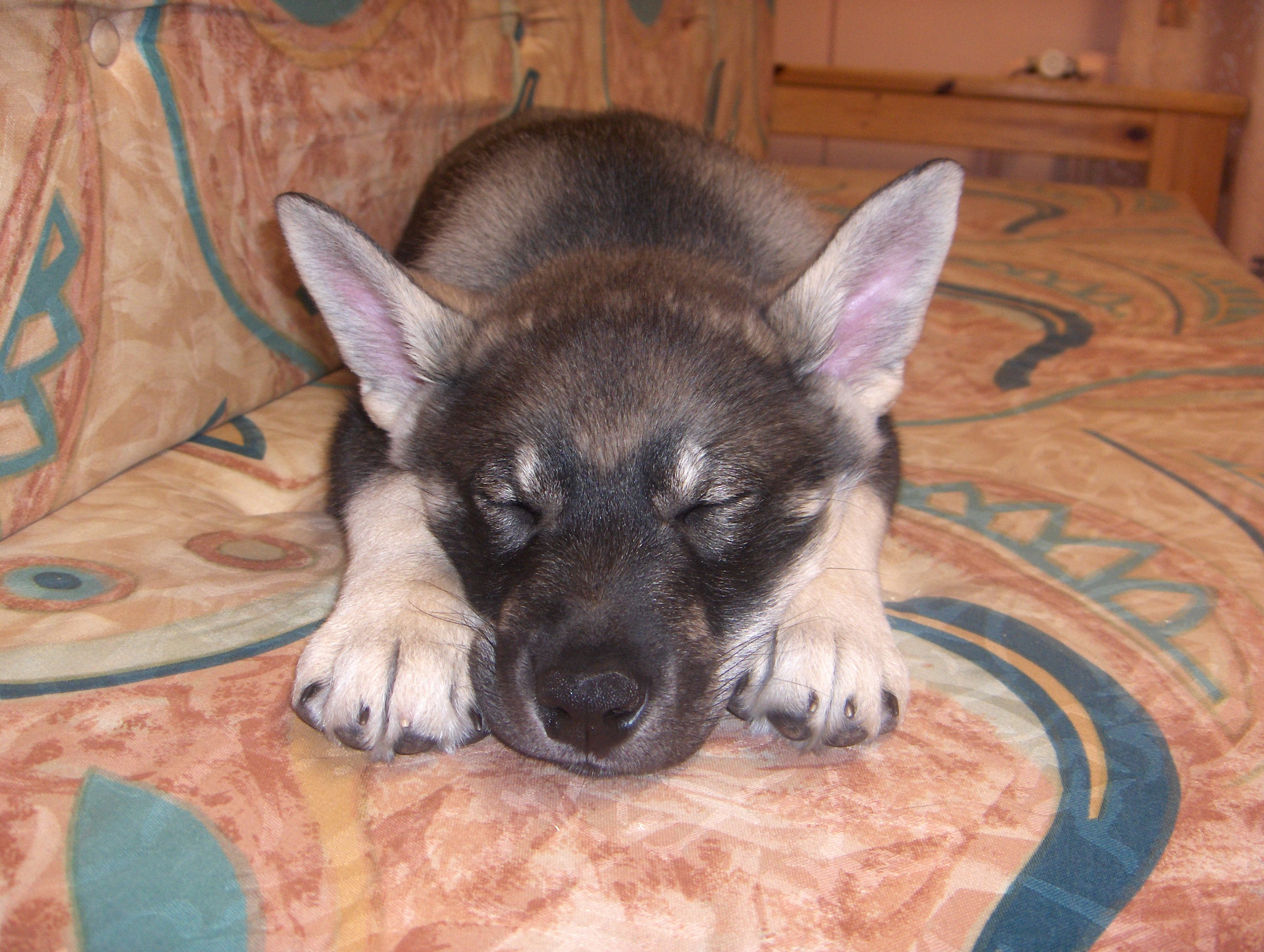
En jämthundsvalp

Jämthund är en hundras från Sverige. Den är en nordlig jaktspets vars främsta användningsområde är älgjakt. Den är Sveriges och Finlands vanligaste älghund och en av de populäraste hundraserna överhuvudtaget i dessa båda länder. Dess kärnområde var ursprungligen Jämtland och Härjedalen.

## Historia
När Svenska Kennelklubben (SKK) bildades 1889 började också arbetet med att inventera inhemska hundrastyper för att avgöra vilka populationer som kunde utgöra grunden för självständiga raser. När det gällde älghundarna hann Norge först med att bilda Norsk Dyrehundklubb 1899, och arbeta med det som sedan dess är norsk älghund, grå (gråhund) som modell. Den norska rasstandarden blev riktmärke även i Sverige, trots att man från början märkte att den inte stämde på alla hundar som avsågs. Det var tydligt att det fanns två typer av älghundar; jägmästaren Hugo Samzelius (1867-1918) skrev 1894 i SKK:s tidskrift: "Hos den större var nosen lång, hos den mindre kort och mera sammantryckt. Ögonen stod hos den större, mer vargliknande formen tämligen snett; bakbenen var hos denna hund mera böjda i knäleden; färgen oftast svartgrå." Beskrivningen kompletterades av en annan jägmästare, Karl Fredenberg (1857-1936) som påpekade skillnaderna i kraniets form; bakhuvudet var smalare och nosen "anmärkningsvärt mindre avsmalnande - mera jämnbred". Därmed var den femtioåriga konflikt som benämnts Jämthundskalabaliken igång.
Jämthunden bedömdes på hundutställningar som en alltför stor och otypisk gråhund. Den var dock varmt favoriserad av många älgjägare som stred för att den skulle erkännas som en egen ras. Detta skedde först 1946 efter en flerårig insats, med författaren och konstnären Aksel Lindström (1904-1962) i spetsen. En avgörande händelse var att Arméhundväsendet 1945 beslöt starta försöksverksamhet med jämthunden som slädhund. Försöket slog dock inte väl ut eftersom jämthunden är alltför individualistisk för arbete i hundspann, men då var jämthunden redan räddad.

## Egenskaper
Jämthundar används vid jakt på främst älg men även på björn och ibland även vildsvin, lo och grävling. Jämthunden kan användas som jakthund på i huvudsak två olika sätt, dels som ställande hund vid löshundsjakt, vilket innebär att den på egen hand söker älg som den sedan skäller på, vilket gör jägaren uppmärksam på var viltet finns. Jämthunden kan även användas som ledhund, vilket innebär att den används som kopplad vägvisare fram till villebrådet. För att bli utställningschampion måste en jämthund ha meriter från jaktprov för älghund.

## Utseende
Pälsen består dels av strida men ganska åtliggande täckhår, dels underull bestående av korta, mjuka, ljusa, oftast gräddfärgade hår. På huvudet och benens framsidor är håret kort och glatt, längre på bröst, hals och svans och på frambenens och lårens baksidor. Svansen är högt ansatt, medellång och jämntjock. Den bärs ringlad, men ej hårt knuten. Färgen är mörk eller ljusare grå. Karakteristiskt för jämthunden är ljust grå eller gräddfärgade partier på nos, kinder och strupe. Samma färgteckning finns också på buk, ben och på svansens undersida.